# UFC on Fuel TV: Struve vs. Miocic
O UFC on Fuel TV: Struve vs. Miocic foi um evento de MMA promovido pelo Ultimate Fighting Championship que ocorreu no dia 29 de Setembro de 2012 no Capital FM Arena em Nottingham, Inglaterra.
O evento principal aconteceu entre Stefan Struve e Stipe Miocic.
Fábio Maldonado era esperado para enfrentar Jörgen Kruth neste evento. No entanto, Kruth decidiu abandonar a carreira no MMA Maldonado enfrentaria Cyrille Diabate no UFC 154. Porém, Maldonado pulou para o UFC 153 para substituir Quinton Jackson contra Glover Teixeira.
Pascal Krauss era esperado para enfrentar Gunnar Nelson neste evento. No entanto, Krauss se machucou e foi substituído por Rich Attonito. Porém, Attonito alegou ter poucos dias para cortar peso e DaMarques Johnson o substituiu.

## Bônus da Noite
Os lutadores receberam US$ 40 mil em bônus.
- Luta da Noite:  Stefan Struve vs.  Stipe Miocic
- Nocaute da Noite:  Brad Pickett
- Finalização da Noite:  Matt Wiman

## Ligações Externas
- Página oficial